# Webster Bluff
Das Webster Bluff ist ein 15 km langes und vereistes Felsenkliff mit einer steilen Nordwand im westantarktischen Marie-Byrd-Land. In den Ford Ranges bildet es die nördliche Verlängerung der Phillips Mountains.
Der United States Geological Survey kartierte es anhand eigener Vermessungen und Luftaufnahmen der United States Navy aus den Jahren von 1959 bis 1965. Das Advisory Committee on Antarctic Names benannte es im Jahr 1966 nach David O. Webster, Ionosphärenphysiker auf der Byrd-Station im Jahr 1964.